# Meiracyllium

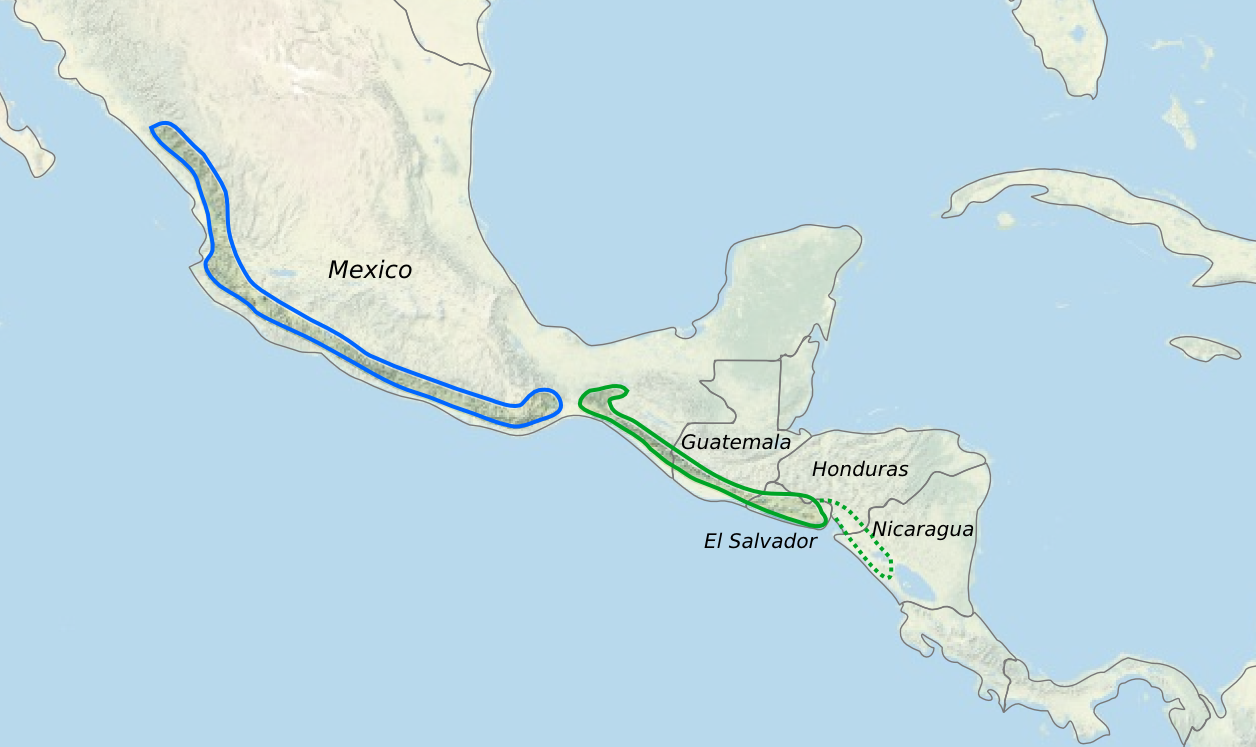
Meiracyllium área distribuição
azul: Meiracyllium gemma
verdes: Meiracyllium trinasutum

Meiracyllium é um género botânico pertencente à família das orquídeas (Orchidaceae).